# نيك نوفاك
نيك نوفاك (بالإنجليزية: Nick Novak)‏ هو لاعب كرة قدم أمريكية أمريكي، ولد في 21 أغسطس 1981 في سان دييغو في الولايات المتحدة.

## وصلات خارجية
- نيك نوفاك على موقع مرجع كرة القدم المحترفة.كوم (الإنجليزية)